# Aeroporto Internazionale di Memphis
L'Aeroporto Internazionale di Memphis  è un aeroporto situato a 5 km a sud del centro finanziario di Memphis, in Tennessee, negli Stati Uniti d'America.
L'aeroporto attualmente è hub per la Delta Air Lines. Questa compagnia major aveva, però, annunciato l'intenzione di tagliare voli (dai precedenti 94 al giorno a circa 60) e personale. Dal 3 settembre 2013 questo taglio è stato definitivo e Delta non considera più Memphis come suo hub.